# Lardoglyphidae
Lardoglyphidae zijn  een familie van mijten. Bij de familie zijn twee geslachten met acht soorten ingedeeld.